# 朝日町 (富山県)
朝日町（あさひまち）は、富山県下新川郡に属している町。富山県東端にあり、新潟県（糸魚川市）と接する。古くは北陸街道の宿場町や関所として栄えた。北は日本海に面し、南東部では北アルプスで長野県白馬村と隣り合う。
日本海側の西日本の東端として、新潟県以東の東日本との境界（各種経済・文化面、地質学、方言学、商用電源周波数など）に面する。
ビーチボール競技発祥の地である。
町のキャッチフレーズは「うみ彦・やま彦・夢産地」。

## 地理
- 山：白馬岳、雪倉岳、朝日岳、城山、烏帽子山、白鳥山、黒菱山、二王山、初雪山、負釣山、定倉山、イブリ山、赤男山、鉢ヶ岳、犬ヶ岳、横山、猪頭山など
- 河川：小川、笹川、境川、舟川、山合川、寺川、横尾川、木流川など
- 湖沼：あさひ小川湖（朝日小川ダム）
- 岩礁：辺ノ島・中ノ島・沖ノ島（いずれも宮崎漁港付近）

### 気候
| 朝日（1991年 - 2020年）の気候      | 朝日（1991年 - 2020年）の気候 | 朝日（1991年 - 2020年）の気候 | 朝日（1991年 - 2020年）の気候 | 朝日（1991年 - 2020年）の気候 | 朝日（1991年 - 2020年）の気候 | 朝日（1991年 - 2020年）の気候 | 朝日（1991年 - 2020年）の気候 | 朝日（1991年 - 2020年）の気候 | 朝日（1991年 - 2020年）の気候 | 朝日（1991年 - 2020年）の気候 | 朝日（1991年 - 2020年）の気候 | 朝日（1991年 - 2020年）の気候 | 朝日（1991年 - 2020年）の気候 |
| 月                                 | 1月                           | 2月                           | 3月                           | 4月                           | 5月                           | 6月                           | 7月                           | 8月                           | 9月                           | 10月                          | 11月                          | 12月                          | 年                            |
| ---------------------------------- | ----------------------------- | ----------------------------- | ----------------------------- | ----------------------------- | ----------------------------- | ----------------------------- | ----------------------------- | ----------------------------- | ----------------------------- | ----------------------------- | ----------------------------- | ----------------------------- | ----------------------------- |
| 最高気温記録 °C （°F）             | 18.7 (65.7)                   | 23.6 (74.5)                   | 28.6 (83.5)                   | 30.3 (86.5)                   | 33.3 (91.9)                   | 35.4 (95.7)                   | 37.2 (99)                     | 37.2 (99)                     | 38.0 (100.4)                  | 34.3 (93.7)                   | 27.4 (81.3)                   | 24.1 (75.4)                   | 38.0 (100.4)                  |
| 平均最高気温 °C （°F）             | 6.4 (43.5)                    | 7.1 (44.8)                    | 11.1 (52)                     | 16.5 (61.7)                   | 21.7 (71.1)                   | 24.8 (76.6)                   | 29.1 (84.4)                   | 30.8 (87.4)                   | 26.8 (80.2)                   | 21.3 (70.3)                   | 15.5 (59.9)                   | 9.6 (49.3)                    | 18.4 (65.1)                   |
| 日平均気温 °C （°F）               | 3.4 (38.1)                    | 3.6 (38.5)                    | 6.8 (44.2)                    | 11.9 (53.4)                   | 17.1 (62.8)                   | 20.9 (69.6)                   | 25.1 (77.2)                   | 26.6 (79.9)                   | 22.7 (72.9)                   | 17.2 (63)                     | 11.5 (52.7)                   | 6.2 (43.2)                    | 14.4 (57.9)                   |
| 平均最低気温 °C （°F）             | 0.7 (33.3)                    | 0.5 (32.9)                    | 2.9 (37.2)                    | 7.7 (45.9)                    | 13.2 (55.8)                   | 17.7 (63.9)                   | 22.1 (71.8)                   | 23.1 (73.6)                   | 19.3 (66.7)                   | 13.6 (56.5)                   | 7.9 (46.2)                    | 3.1 (37.6)                    | 11.0 (51.8)                   |
| 最低気温記録 °C （°F）             | −8.1 (17.4)                   | −6.5 (20.3)                   | −4.0 (24.8)                   | −1.3 (29.7)                   | 5.0 (41)                      | 10.8 (51.4)                   | 15.2 (59.4)                   | 14.8 (58.6)                   | 10.9 (51.6)                   | 4.5 (40.1)                    | 0.1 (32.2)                    | −4.5 (23.9)                   | −8.1 (17.4)                   |
| 降水量 mm （inch）                 | 279.1 (10.988)                | 184.7 (7.272)                 | 194.3 (7.65)                  | 167.6 (6.598)                 | 155.0 (6.102)                 | 188.4 (7.417)                 | 253.4 (9.976)                 | 214.5 (8.445)                 | 242.4 (9.543)                 | 228.0 (8.976)                 | 309.2 (12.173)                | 350.0 (13.78)                 | 2,748.7 (108.217)             |
| 降雪量 cm （inch）                 | 104 (40.9)                    | 86 (33.9)                     | 15 (5.9)                      | 1 (0.4)                       | 0 (0)                         | 0 (0)                         | 0 (0)                         | 0 (0)                         | 0 (0)                         | 0 (0)                         | 0 (0)                         | 37 (14.6)                     | 240 (94.5)                    |
| 平均降水日数 （≥1.0 mm）           | 24.0                          | 19.4                          | 18.0                          | 13.3                          | 11.7                          | 11.4                          | 13.3                          | 10.5                          | 13.4                          | 14.2                          | 18.4                          | 23.4                          | 191.4                         |
| 平均月間日照時間                   | 49.5                          | 79.2                          | 130.2                         | 179.4                         | 205.1                         | 164.2                         | 160.7                         | 215.3                         | 148.9                         | 141.9                         | 96.1                          | 56.6                          | 1,632.6                       |
| 出典1：Japan Meteorological Agency |                               |                               |                               |                               |                               |                               |                               |                               |                               |                               |                               |                               |                               |
| 出典2：気象庁                      |                               |                               |                               |                               |                               |                               |                               |                               |                               |                               |                               |                               |                               |

### 隣接している自治体
- 富山県：黒部市、下新川郡入善町
- 長野県：北安曇郡白馬村
- 新潟県：糸魚川市

## 歴史
朝日町の中心部である泊は、中世末期より北陸街道の宿場町として栄えた。元々は笹川右岸、宮崎の西南の和倉に所在していたが、1717年（享保2年）9月に発生した高波によって全戸が被害にあったため、翌年の1718年（享保3年）に現在地へ移転した。
1954年（昭和29年）、昭和の大合併の中で、1町6村の合併により発足。町名は朝日岳にちなむ。

### 沿革
- 1954年（昭和29年）
  - 8月1日 - 下新川郡泊町、大家庄村、五箇庄村、境村、南保村、宮崎村及び山崎村が合併して、下新川郡朝日町が発足する。
  - 11月20日 - 下新川郡野中村を編入する[7]。
  - 11月3日 - 町章決定[7]。
- 1955年（昭和30年）9月1日 - 朝日町役場宮崎支所廃止[7]。
- 1959年（昭和34年）
  - 1月1日 - 旧野中村の区域の一部を下新川郡舟見町に編入する[8]。下新川郡舟見町は即日、下新川郡入善町に編入する。
  - 8月1日 - 朝日町役場大家庄、南保、五箇庄の3支所廃止[9]。
  - 12月28日 - 朝日町役場の山崎、境の2支所廃止（1972年（昭和47年）3月31日までは連絡所となる）[9]。
- 1962年（昭和37年） 
  - この年、町役場が旧中学校校舎に移転[10]。
  - 4月 - 国道8号の朝日町地内のルートが決定[9]。
- 1963年（昭和38年）5月 - 国道8号の朝日町区間が着工[11]。
- 1967年（昭和42年）4月18日 - 宮崎浜山遺跡で日本初のヒスイ滑石の玉造跡を確認[12]。
- 1981年（昭和56年）5月11日 - 下新川郡朝日町及び宇奈月町の区域の境界が確定する[13]。
- 1986年（昭和61年）4月23日 - 町役場が現在地に鉄筋4階建ての庁舎として移転[14]。

## 人口
| |                                        |  |
| 朝日町と全国の年齢別人口分布（2005年） | 朝日町の年齢・男女別人口分布（2005年） |  |
| ■紫色 ― 朝日町 ■緑色 ― 日本全国 | ■青色 ― 男性 ■赤色 ― 女性              |  |
| 朝日町（に相当する地域）の人口の推移 \| 1970年（昭和45年） \| 19,311人 \| \| \| 1975年（昭和50年） \| 19,083人 \| \| \| 1980年（昭和55年） \| 18,631人 \| \| \| 1985年（昭和60年） \| 18,819人 \| \| \| 1990年（平成2年） \| 17,569人 \| \| \| 1995年（平成7年） \| 17,007人 \| \| \| 2000年（平成12年） \| 15,915人 \| \| \| 2005年（平成17年） \| 14,700人 \| \| \| 2010年（平成22年） \| 13,651人 \| \| \| 2015年（平成27年） \| 12,246人 \| \| \| 2020年（令和2年） \| 11,081人 \| \| |                                        |  |
| 総務省統計局 国勢調査より |                                        |  |
| 1970年（昭和45年） | 19,311人                               |  |
| 1975年（昭和50年） | 19,083人                               |  |
| 1980年（昭和55年） | 18,631人                               |  |
| 1985年（昭和60年） | 18,819人                               |  |
| 1990年（平成2年） | 17,569人                               |  |
| 1995年（平成7年） | 17,007人                               |  |
| 2000年（平成12年） | 15,915人                               |  |
| 2005年（平成17年） | 14,700人                               |  |
| 2010年（平成22年） | 13,651人                               |  |
| 2015年（平成27年） | 12,246人                               |  |
| 2020年（令和2年） | 11,081人                               |  |

## 行政

### 町長・町議会
- 町長：笹原靖直（現職、2014年6月13日から 2期目）
- 町議会：議員定数10名

### 国の機関
- 林野庁 中部森林管理局 富山森林管理署 朝日治山事業所

### 警察
- 入善警察署
  - 朝日町交番
  - 大家庄警察官駐在所
  - 山崎警察官駐在所
  - 朝日警察検問所

### 消防
- 新川地域消防組合朝日消防署

### その他行政機関
- 病院
  - あさひ総合病院

- 一部事務組合
  - 新川広域圏事務組合：魚津市、黒部市、入善町とともに組織している。
    - エコぽーと（ごみ焼却施設）
    - 東部斎場

  - 新川地域消防組合：黒部市、入善町とともに組織している。
    - 朝日消防署

### 選挙
- 選挙
  - 衆議院議員選挙：富山県第2区
  - 県議会議員選挙：下新川郡選挙区

## 経済

### 農林水産業
農業
- 米、アスパラガス、金糸瓜、柿、ばたばた茶など
- 農業協同組合：みな穂農業協同組合あさひ支店
- 農事組合法人：食彩あさひ（地元農産物の食品加工・提供）　など

畜産
- 飼育施設：全農富山県本部肥育牛実験農場あさひ

林業
- 森林組合：新川森林組合 朝日支所 展示販売施設うっどふる朝日

漁業
- 宮崎漁港（第1種漁港）
- 漁業協同組合：朝日町漁業協同組合、泊漁業協同組合、朝日内水面漁業協同組合
- 宮崎定置漁業有限会社

### 工業、製造業、建設業
主な事業所
- ニットービバレッジ、日東紡績泊事業センター（清涼飲料水の製造・販売）
- TSS（民生用、自動車用コネクター生産など）
- アムノス（ヒト胎盤由来再生医療乾燥羊膜生産）
- 渡辺功機（産業用機械等の製造、加工など）
- 朝日電子（電子部品）
- N．H．Y 富山工場（脱酸素剤製造工場）
- 南茂商事（一般菓子、冷果、乳製品、観光土産品）
- 尾山製材（木材製材及び木材販売業、蜜蝋製品の製造及び販売）
- 林酒造場（日本酒酒造業、主要銘柄「黒部峡」「林」）
- 小川建設工業（建設、建材物流、石油類販売など）
- 深松組北陸支店（特定建設業、不動産賃貸業、不動産取引業）

### 商業、小売業、サービス業ほか
主な事業所、商工会
- あさひショッピングセンター アスカ

泊駅に近接するショッピングセンター。主な専門店は、大阪屋ショップなど。
- 明文堂書店 朝日店（明文堂プランナー。創業・本社が朝日町。）
- コメリハード＆グリーン 朝日店
- ひらせいホームセンター 朝日店（ダイソー 朝日店併設。あさひショッピングセンター アスカと接続）
- シメノドラッグ 朝日店
- クスリのアオキ 泊駅前店

- 棚山ゴルフ倶楽部（ゴルフ場(18ホール、全長：6407ヤード、パー72)、事業主体：棚山観光開発(株)）

- 高松葬祭（ひすい野ホール）

- 商工会：朝日町商工会

### 金融機関、郵便局
| 金融機関 - 北陸銀行 泊支店 - 富山第一銀行 泊支店 - にいかわ信用金庫 泊支店 - みな穂農業協同組合 あさひ支店 | 郵便局 ※集配業務は入善町の入善郵便局で行っている。 - 泊郵便局 - 朝日桜町郵便局 - 大家庄郵便局 - 宮崎郵便局 - 境郵便局 | - 中町簡易郵便局 - 笹川簡易郵便局 - 蛭谷簡易郵便局 |

## 姉妹都市・提携都市
- 釜石市（岩手県）
  - 1984年7月31日友好都市提携[14]

## 地域

### 健康・福祉
| - 病院 - あさひ総合病院 - 坂東病院（医療法人社団 健心会） - 高齢者福祉施設 - 特別介護老人ホーム 有磯苑（社会福祉法人有磯会） - 朝日町デイサービスセンター - ケアハウスみんなの家（社会福祉法人有磯会） - 介護老人保健施設「つるさんかめさん」（社会福祉法人有磯会） - 朝日町老人福祉センター | - 朝日町保健センター - 朝日町社会福祉協議会 |

### 文化・芸術
- 不動堂遺跡 - 縄文時代中期の遺跡で国指定の史跡。発掘調査によって、土器・石器など多数の遺物とともに19棟の竪穴建物跡や土壙などの遺構が明らかにされた。特に遺跡の中央部では、東西に長い長径約7メートル、短径約8メートル、深さ20センチの楕円形を呈する大形竪穴遺構があり、現在わが国最大に属するものとして注目される。百河豚美術館、なないろKAN、まいぶんKAN、朝日町歴史公園が周囲に近接する。
- 百河豚美術館 - 不動堂遺跡近く。ふぐ料理の老舗「太政」の創業者で富山県出身の青柳政二が、私財寄付により、地方の芸術と文化の振興を願い、設立。青柳の蒐集した日本・東洋古美術を専門とし、書、仏像、金工、漆工、木工、浮世絵、水墨画、大和絵、陶磁器など展示する私立美術館で、野々村仁清のコレクションが充実している。「百河豚」（いっぷく）とは青柳の号を館名に冠しており、これには心の安らぎの一服という意味も込められている。
- 朝日町埋蔵文化財保存活用施設 まいぶんKAN - 不動堂遺跡近く。朝日町の埋蔵文化財展示施設。町で出土した縄文土器や石器、勾玉などを展示。
- 朝日町歴史公園 - 不動堂遺跡近く。
- 朝日町立ふるさと美術館 - 町立美術館。郷土作家の作品などを企画展示。2023年7月に旧朝日町農村地域総合交流促進施設「なないろKAN」（2022年度末に廃止）の建物を改修して移転した[15]。
- アゼリアホール - あさひショッピングセンター アスカと接続。講演・パーティ施設、研修室、展示ロビー等を有する。
- 生涯学習館
- とやま朝日町北陸街道五叉路CrossFive - まめなけ市場（生鮮品・地元産品等販売コーナー）、イベント広場、ふれあい広場、朝日町商工会、朝日町社会福祉協議会、泊地区自治振興会、にいかわ信用金庫泊支店、会議室・研修室が入居する複合施設。
- 朝日町図書館 - 2014年（平成26年）竣工。さみさと小学校近く。明治天皇が北陸巡幸の際宿泊した明治記念館と隣接。
- 朝日町文化体育センター（サンリーナ） - 全国ビーチボール競技大会、翡翠（ひすい）カップビーチボール大会を例年開催。

### 娯楽
- 朝日町海浜公園
- 三峯（みつぼ）グリーンランド
- 棚山ファミリーランド
- ヒスイ海岸パークゴルフ 場
- ヒスイ海岸オートキャンプ場
- ヒスイ海岸観光交流拠点施設「ヒスイテラス」
- 朝日町環境ふれあい施設 らくち〜の - 入浴施設、室内プール、フィットネスジム、食堂などを有する

#### 映画館（過去）
出典→。
- 亀子座 - 1894年に芝居小屋として開業。後述の浮世座開業まで泊町内の映画上映を独占していた。
- 浮世座（うきよ座）→朝日劇場→朝日東映 - 映画館（1926年 - 1970年）。
- 泊劇場 - 映画館。戦後間もなくの一時期のみ。

### 保育
幼児園、児童施設、保育所（保育園）
- 町立
  - ひまわり幼児園・朝日町子育て支援センター
  - 朝日町児童館
  - 泊南部保育所
  - さくら保育園
  - いちご保育園・朝日町子育て支援センター

## 教育

### 小学校
- 朝日町立あさひ野小学校 - 1999年（平成11年）山崎小学校と大家庄小学校が統合され開校。 2005年（平成17年） 南保小学校を統合。
- 朝日町立さみさと小学校 - 1994年（平成6年）境小学校、宮崎小学校、笹川小学校、泊小学校が統合され開校。2012年（平成24年）五箇庄小学校を統合。

### 中学校
- 朝日町立朝日中学校

### 高等学校
- 富山県立泊高等学校（廃校）

## 交通

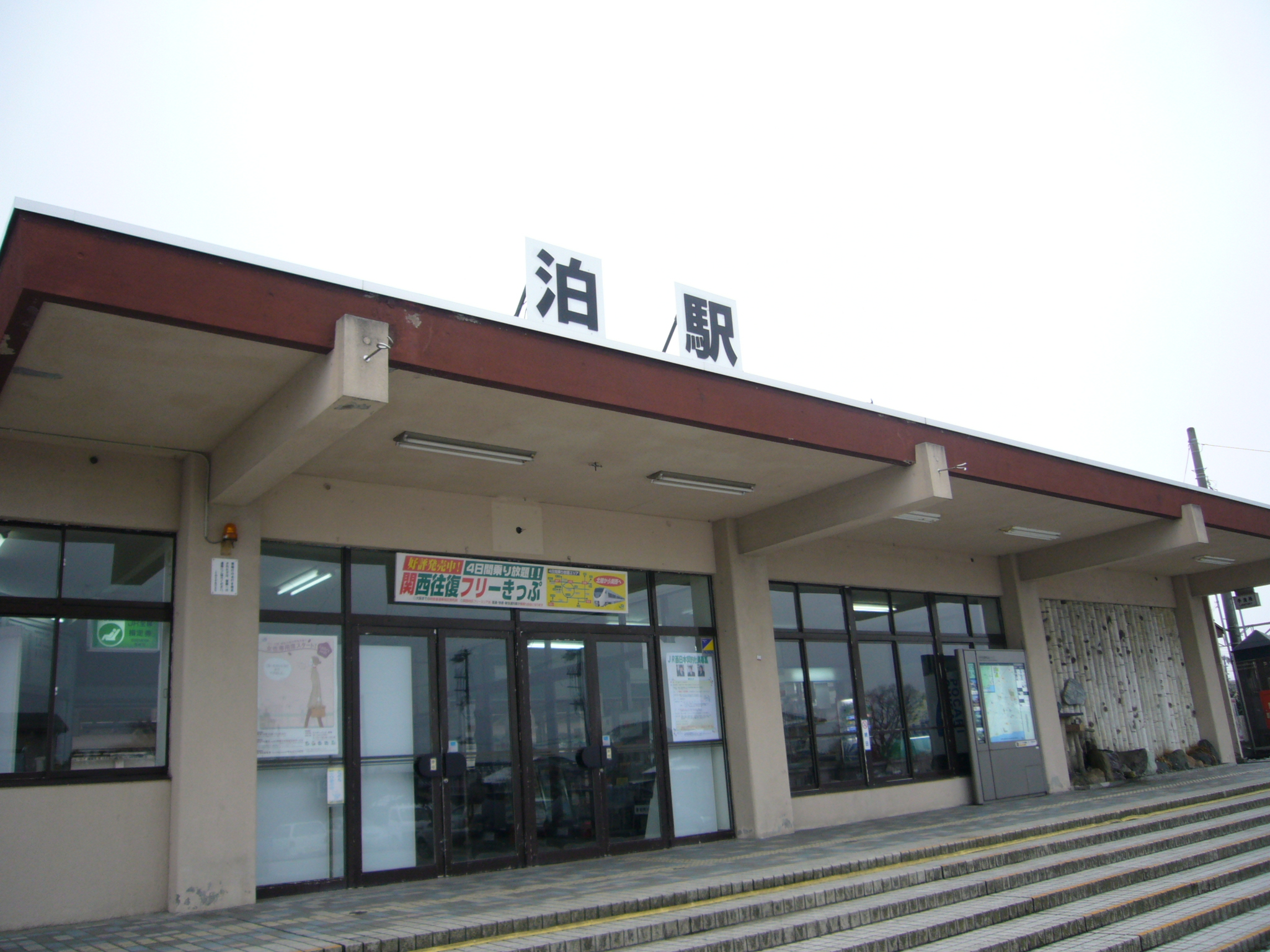
泊駅

### 鉄道路線
あいの風とやま鉄道
- あいの風とやま鉄道線：泊駅 - 越中宮崎駅

### バス路線
- 朝日町公共バス

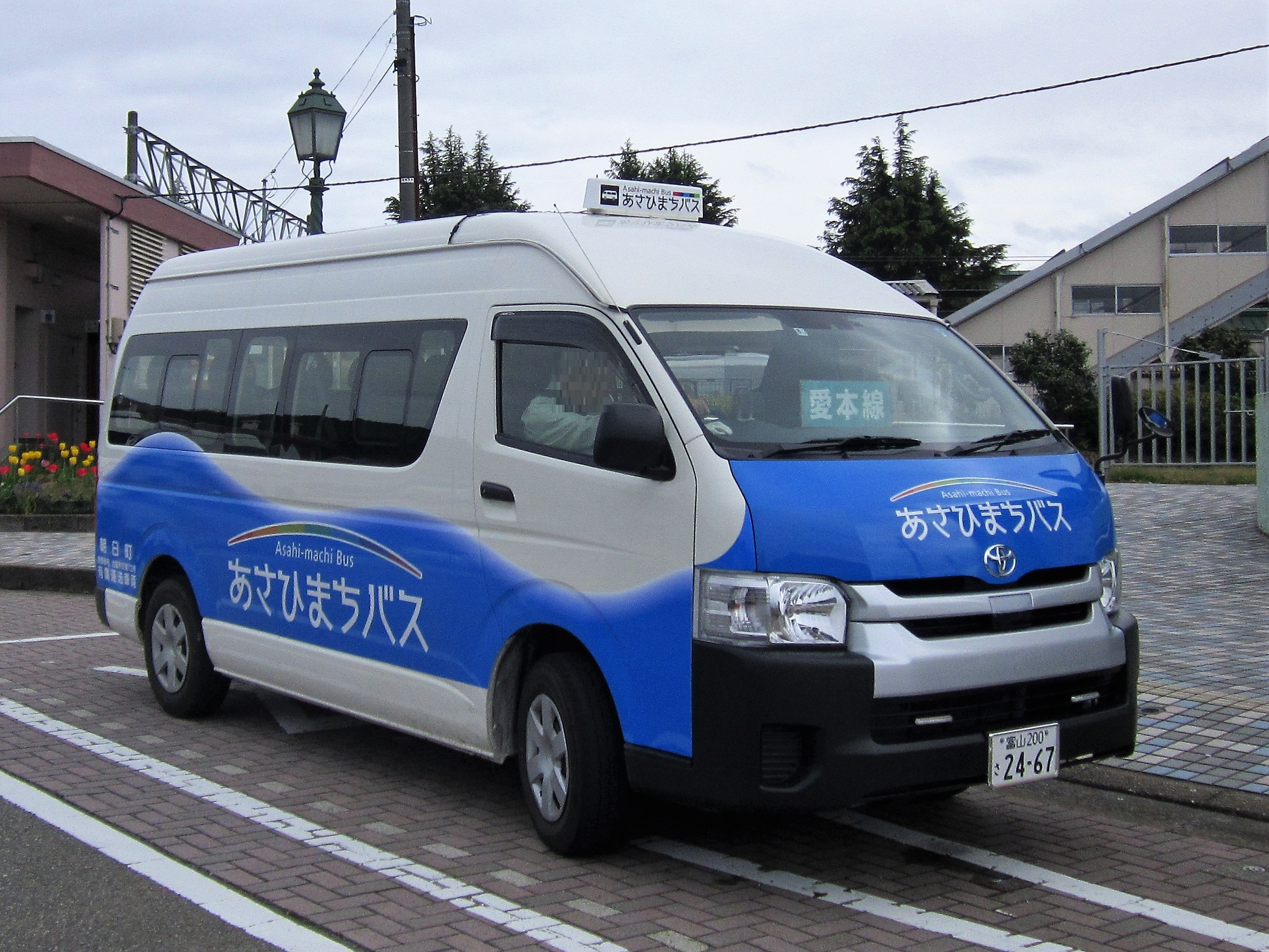
あさひまちバス

- あさひまちバス - 京都大学大学院工学研究科・低炭素都市圏政策ユニットの社会実験により運行を開始。後に朝日町が運行を引き継ぐ。「宮崎・境線」「笹川線」「南保・山崎線」「桜町線」「大家庄・らくちーの線」の各路線をジャンボタクシー車両により運行し、富山駅方面の列車時刻への接続や病院、ショッピングセンター、役場、高校などに向かうことへ対応した運行がなされている。

またこれらの一部路線のうち、過去に富山地方鉄道が運行されていたものも含まれている。

### タクシー
- 黒東タクシー（黒東自動車商会）

軽自動車をタクシー代わりに利用する社会実験「ノッカルあさひまち」を2020年8月開始した。運営は上記の黒東自動車商会に委託している。

### 道路

#### 高速道路
- 北陸自動車道：越中境PA - 朝日IC

#### 一般国道
- 国道8号

| - 主要地方道 - 富山県道13号朝日宇奈月線 - 富山県道45号黒部朝日公園線 - 富山県道60号入善朝日線 - 一般県道 - 富山県道101号大家庄東草野線 - 富山県道102号山崎泊線 - 富山県道103号田中横尾線 - 富山県道104号泊停車場線 - 富山県道105号山崎草野線 - 富山県道106号北羽入入善線 - 富山県道108号舟見入善線 - 富山県道111号大家庄上飯野線 - 新潟県道・富山県道115号上路市振停車場線 - 富山県道326号金山古黒部線 - 富山県道374号境宮崎線 - 富山県道375号富山朝日自転車道線 | - 主な町道 - 町道泊環状線 - 町道泊桜町線 - 町道宮本町上横尾線 - 町道沼保宮本町線 - 町道宮崎境海岸線 - 町道泊草野線 - 町道月山草野幹線 - 町道平柳月山線 - 町道平柳越線 - 町道越南保線 - 町道越花房線 - 町道横水下山新線 - 町道不動堂馬坂線 - 町道辻横水線 - 町道辻藤塚線 - 町道大家庄藤塚線 - 町道大家庄高橋線 - 町道藤塚下野金山線 - 町道棚山線 - 町道湯の瀬北又線 | - 新川広域農道 - 森林基幹道烏帽子山線 - 大規模林道朝日大山線 |

## 名所・旧跡・観光スポット・祭事・催事

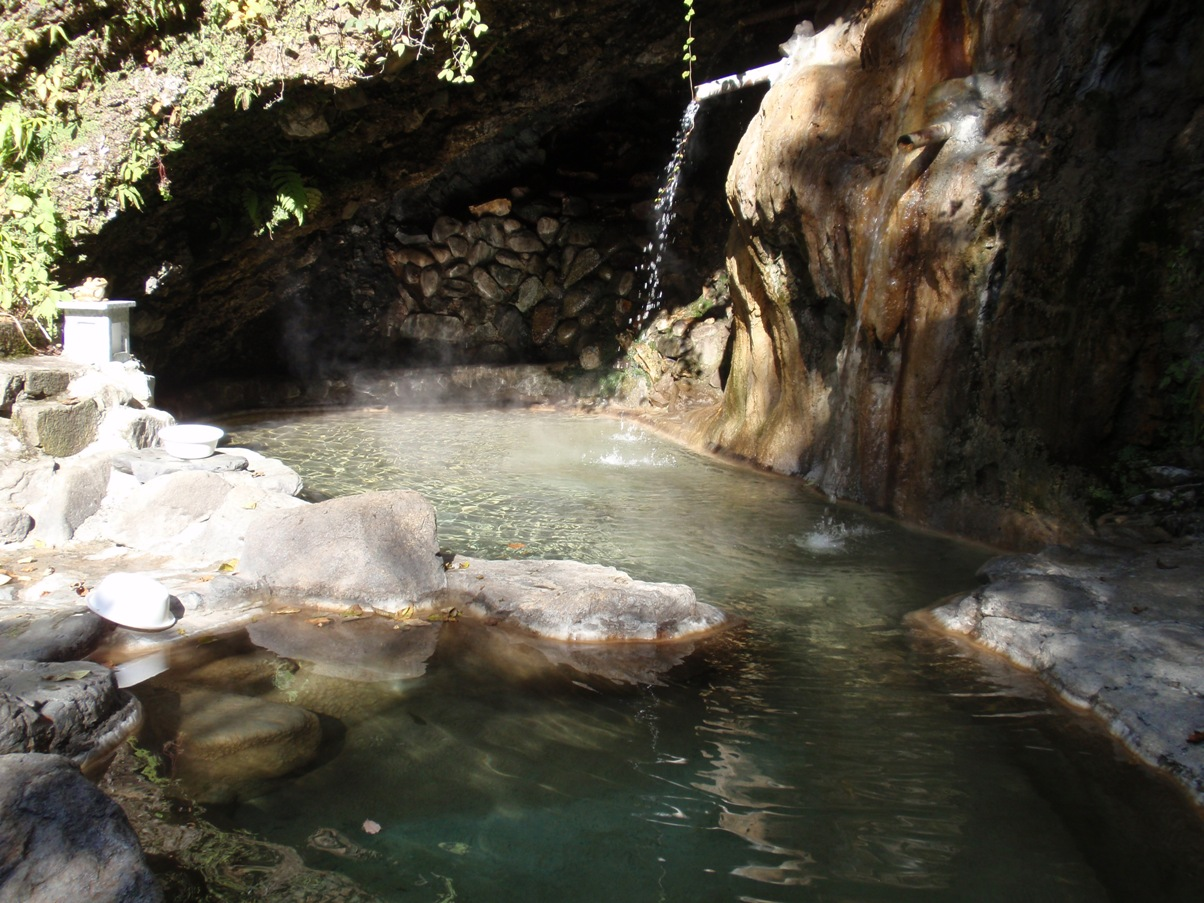
小川温泉

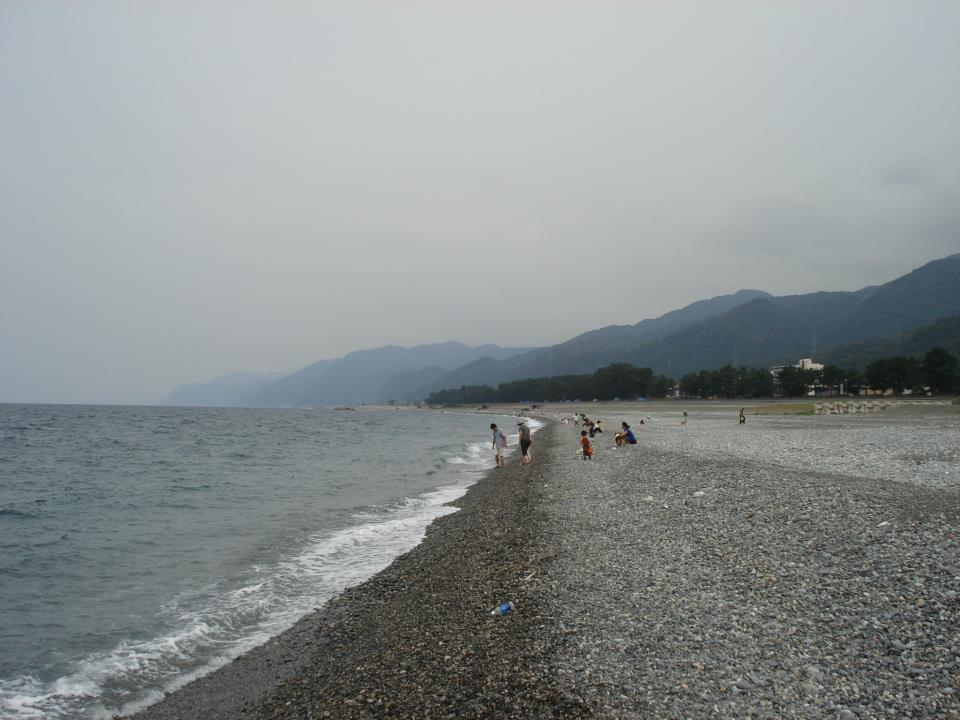
宮崎・境海岸

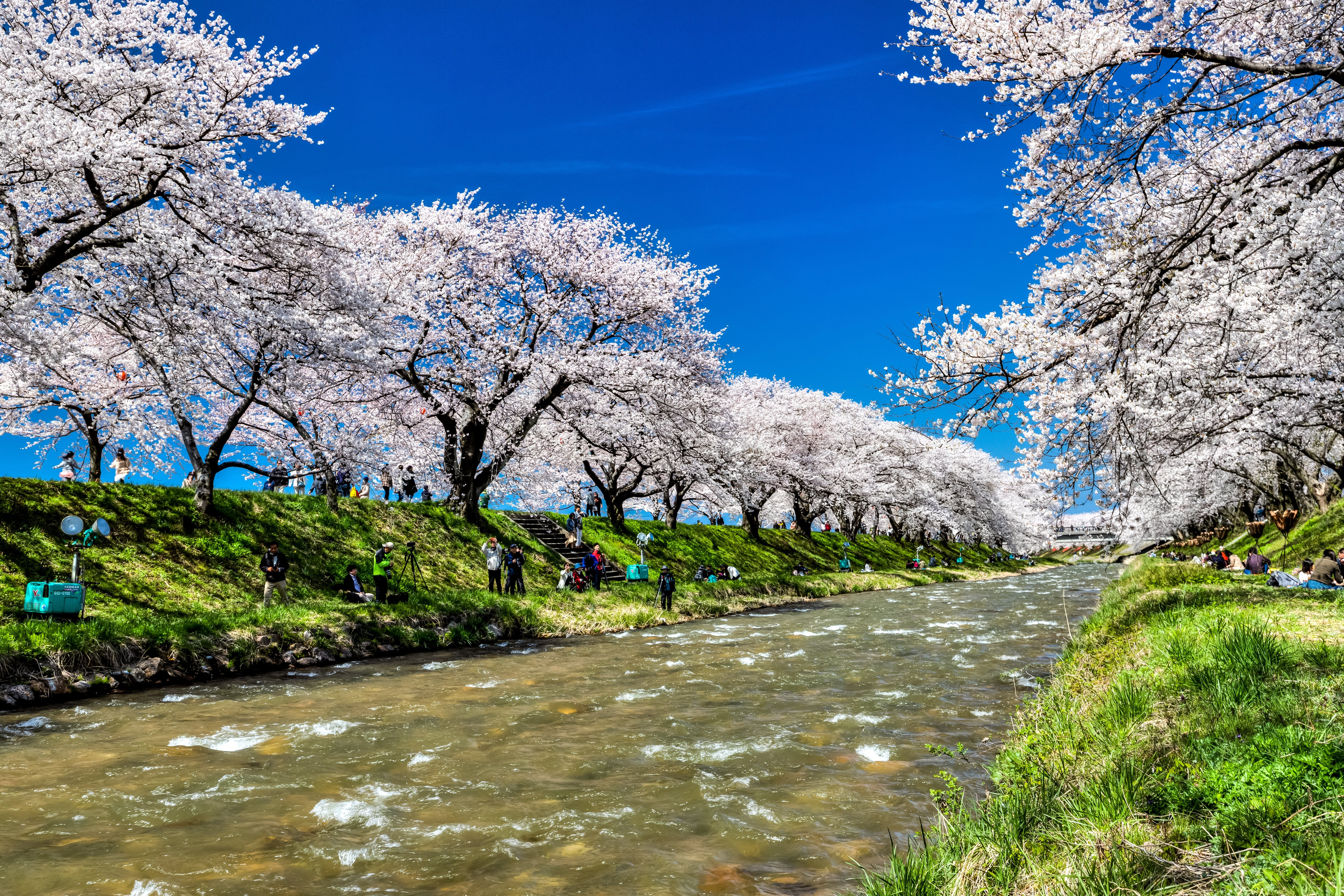
舟川べり

- 鬼遠まつり（6月下旬） - 脇子八幡宮の大祭として、朝日町泊地区で露店が賑わう古くからの祭事。
- あさひまつり（8月上旬）
- 宮崎・境海岸（ヒスイ海岸） - 町の東北部沿岸の幅約200m、東西約4㎞に渡る砂利浜。日本の渚百選、快水浴場百選に選定されており、海岸沿いを歩いて探してみると古代からの宝石であるヒスイの原石がよく採取できる。観光客のほか、夏場は海水浴客が来訪する。ヒスイ海岸観光交流拠点施設 ヒスイテラスが海岸側にある越中宮崎駅前に近年整備され、新たな交流人口拡大が図られているほか、昭和女子大学学生による夏の海岸企画イベント、富山湾岸サイクリングコースを走るロードバイクユーザーによる利用目標拠点などの地域振興にも繋がっている。
- 小川温泉 - 開湯伝説によれば江戸時代初期、薬師如来が越中国山崎の青島武左衛門、吉祥院和尚のところに立ち「布施谷の湯を小川へ移す」と告げ、大きな岩の間から湯が湧出しているのを発見し、越中四名湯の一つに数えられるに至る。子宝の湯として知られ、炭酸水素塩泉を泉質に持つ温泉であり、富山県道45号黒部朝日公園線から自動車で山の奥に向かってアクセスしやすいロケーションにありながら、山奥深くの自然豊かな秘境と情緒風情が織り成すホテルの静かで快適な環境にある。
- 境鉱泉 - 朝日町境307にある単純炭酸鉄泉。大正初期に大谷川の氾濫で荒れた土地の整理工事中に発見された[19]。
- たから温泉
- 境関所跡
- 清水寺
- 護国寺 - 朝日町境。弘法大師によって創建されたと伝えられる真言宗の名刹。石楠花のほか、美しい花々が咲く緑豊かな護国寺庭園があり、観光客が来訪する。
- ユースホステル天香寺
- 脇子八幡宮
- 佐味神社
- 鹿嶋神社
- 宮崎城跡 - 富山県指定史跡。平安時代の末期、平氏討伐の令旨（「以仁王の令旨」。本来、王の命令書であることから「御教書」となるが、命令の正統性を高めるためにあえて親王の身位を冒して発した）により、寿永元年（1182年。治承六年）、木曾義仲（源義仲。朝日将軍(あさひしょうぐん、旭将軍とも)）が挙兵した際に、皇孫である北陸宮（「ほくろくのみや」。後白河天皇の第三皇子である以仁王(平家物語においては兄である守覚法親王が仏門に入っていることから、第二皇子とされる)と八条院(暲子内親王)に仕えた女官との間の第一王子）が、その乳母の夫である讃岐前司重秀（藤原讃岐守重季）に伴われ出家し、京から逃れていたのを庇護し、城主である宮崎太郎長康の一党とともに、宮崎城に御所を造営して迎え入れ、還俗・元服させて奉じ、安徳天皇に代えて皇位継承を画策したとされ、その後、平氏の大軍を破って上洛する。後の戦国時代においては上杉景勝、織田信長両勢の国境沿いにおける戦闘の要所となった。松尾芭蕉は紀行文『おくのほそ道』において朝日町を通っており、この辺りの越路で「早稲の香や　分入（わけいる）右は　有磯海（ありそうみ）」の句を残している。なお、松尾芭蕉は義仲の生涯に思いを寄せており、生前より義仲の隣に葬われることを願っていたことから、義仲と芭蕉の墓所はともに、朝日山義仲寺（滋賀県大津市馬場）にある。山麓から松嶺を抜け、辿って行く城址一帯は現在、「あさひ国民休養地」として、「サクラ」、「ツツジ」とともに「とやま花の名所」に選定されており、城跡からは日本海、富山平野や能登半島とともに「兵どもが夢の跡」を遠く見渡すことができる。
- 宮崎鹿島樹叢 - 236.6haの原始林で、日本海沿岸における顕著な暖温性樹叢の北限であり、国の天然記念物として保護されている。
- あさひヒスイ海岸パークゴルフ 場 - 宮崎・境海岸海水浴場近く。境地区の耕作放棄地を有効活用するために整備された[20]。敷地面積22,000m2。「うみひこコース」「やまひこコース」各9ホール。クラブハウス、駐車場74台併設[20]。2010年10月13日オープン[21]。
- 朝日ヒスイ海岸オートキャンプ場 - 宮崎・境海岸に隣接するキャンプ場でオートキャンプ、ケビン利用が可能。総面積3.8ha。管理棟1棟、ケビン棟5棟、炊事棟3棟、水洗トイレ5棟（内1棟：身障者対応）、オートキャンプサイト、フリーサイト、天然芝の多目的広場・バーベキュー広場あり。
- 夢創塾 - アグリツーリズム（グリーン・ツーリズム）を実践する自然学校。塾長は創立者の長崎喜一。
- 蛭谷和紙（びるだんわし） - 唯一の後継者として川原隆邦が従事している。2009年　日本民藝館展で「日本民藝協会賞」を受賞。
- 舟川べりの桜並木と四重奏 - 朝日町と入善町の境界近くを流れる舟川沿いに桜並木のソメイヨシノが連なって開花し、近くにはチューリップ畑や菜の花畑も開花する。開花時期には朝日岳・白馬岳を背に、近くの国道8号や高速道路などからの県内外の観光客が色鮮やかな花々のコントラストを楽しむ。美しく雄大な桜、チューリップ、菜の花、北アルプスが調和した風景は「四重奏」といわれており、町を代表する主要な観光拠点の一つとして、ヒスイ海岸などとともにインターネット、SNS、メディア等を通じ、情報発信されている。桜並木沿いには朝日町環境ふれあい施設「らくち〜の」が面している。
- 翡翠（ひすい）カップビーチボール大会（7月）
- 全国ビーチボール競技大会（9月）
- 栂海新道 - 北アルプス最北部に位置する登山道。

## 地元名産品
- ばたばた茶 - 日本では珍しい発酵茶である黒茶を五郎八茶碗に注ぎ、二本合わせの茶筅を用いて茶を泡立てて飲む伝統的な風習（コーヒーでいうカプチーノの様に碗内表面を泡立たせる）が朝日町蛭谷地区を中心にある。仏事、寄り合い時などを中心としてばたばた茶の喫茶が催されるが、泡立てに塩を混ぜる場合があり、さらには漬物を併せて食する場合もあることから、珍しい喫茶の形態が見られる。同地区には「バタバタ茶伝承館」があり、古くから伝わるばたばた茶の伝承・普及促進、交流の場の創出、地域の振興が図られている。
- たら汁 - 地元の漁師料理がルーツとされる郷土食。スケトウダラをぶつ切りにし、鱗、尾を除く頭部から胴体までの全身を鍋に入れて味噌で煮込み、生じるアクを取り除いてから食する。身が淡泊な味わいである一方、キモ（肝臓）の部分は深みのある、濃厚でまろやかな味わいがある。特に冬季は白子（精巣）と真子（卵巣）が成熟していることから旨味が濃厚となり、また、体が温まりやすい。ネギの他にゴボウも入れて食することもあり、ネギの香味とゴボウの素朴で繊維質な味わいが、タラと味噌の混和した味の風味を引き締めて、芳醇な旨味を際立たせる。現在の日本海のスケトウダラは、過去に比べ漁獲量が激減していることから、地元以外の北海道などからのスケトウダラを用いる場合が多い。国道8号沿いの宮崎・境地区のドライブインや民宿などで食事することができる。朝日町の小中学校では「たら汁給食」として各校年一回、地元漁協と町の協力の下、漁協女性部の調理により大鍋で作るたら汁の振る舞いが催されており、漁業者、学校関係者、児童生徒との交流の中、郷土食の味と文化の継承が図られている。

## 出身有名人
- 馬場はる（富山高等学校（今の富山大学）の創設者）1886-1971年　富山市の海運業者（廻船問屋）である馬場道久と結婚。夫との死別後も家業を続け、大正12年、当時の皇太子（昭和天皇）結婚の記念行事として、旧制富山高等学校の設立事業費を寄付し、小泉八雲の蔵書をヘルン文庫として同校に寄贈。現在の富山大学に繋がる礎を築いた社会事業家。
- 細川嘉六：ジャーナリスト、国際政治学者、社会評論家、参議院議員（2期）。太平洋戦争中に郷里で開いた懇親会で撮影された写真が、横浜事件の端緒の一つとなった。
- 小沢昭巳：児童文学作家、教育者。「とべないホタル」シリーズ作者
- 鹿熊安正：参議院労働・社会政策委員会（現：厚生労働委員会）委員長、参議院議員（2期）
- 大平山濤：書家、文化功労者
- 梅津栄：俳優
- 左幸子：女優（姉）
- 左時枝：女優（妹）
- 山根青鬼：双子の漫画家（兄）
- 山根赤鬼：双子の漫画家（弟）
- 数家直樹：北日本放送アナウンサー
- 小坂憲央：山形放送アナウンサー
- 土井里美 : 元新潟放送アナウンサー、フリーアナウンサー
- 道用マヒル：歌手
- 平坂長人：シンガーソングライター
- 水野素子：政治家
- 森田慶次（蝉丸） - 舞踏家（山海塾創設メンバー）